# Photonen-Hochkonversion
Photonen-Hochkonversion ist eine photochemische Methode, bei der in einem supramolekularen Gel energiearme in energiereiche Photonen umgewandelt werden. Dazu sind sichtbares Licht sowie chromophore Donor- und Akzeptormoleküle notwendig. Physikalisch gesehen ist dieser Prozess eine Anti-Stokes-Verschiebung.
Dieser neue Ansatz verwendet supramolekulare, viskoelastische Gele als Nanoreaktoren für photochemische und photophysikalische Reaktionen wie beispielsweise photoinduzierten Elektronentransfer, photosensibilisierte Reaktionen oder Photoisomerisierungen.

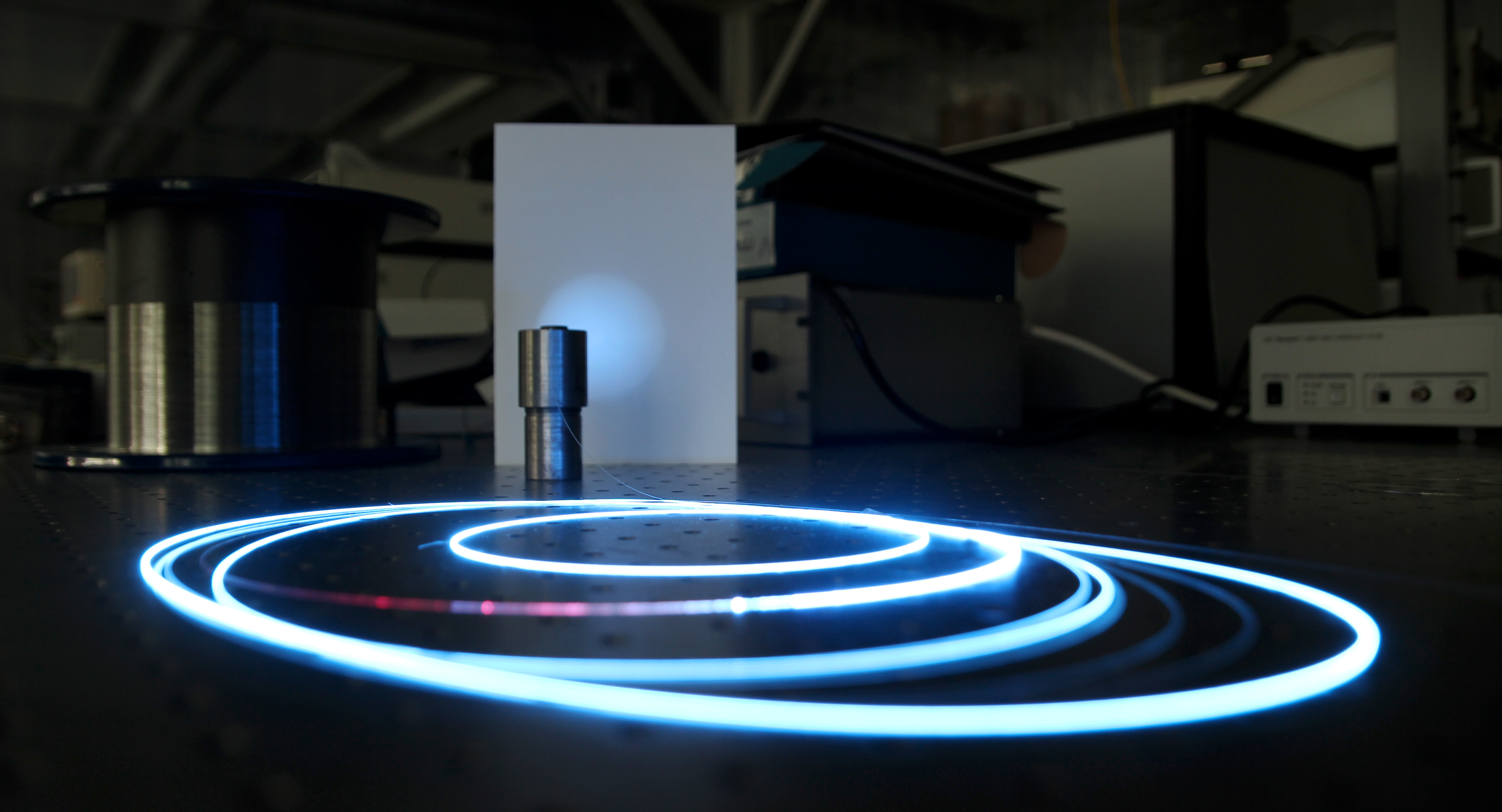
Hochkonversions-Fluoreszenz. Optisches Kabel, durch das Infrarotlicht geleitet wird, erscheint im Dunklen in blauer Farbe.

Dabei werden – wie in der Bionik – Zellen, Enzyme, Mizellen, Vesikel oder Membrankapseln nachgeahmt und als Mikro- oder Nano-Reaktoren genutzt.

## Zusammensetzung des Gels

Photonen-Hochkonversion:Strukturen des Donor-Akzeptor-Paares 1

Selbstorganisierende supramolekulare Gele mit chromophoren Donor-Akzeptor-Systemen gewährleisten Photonen-Hochkonversion auch bei schwacher Lichteinstrahlung.
- Pt Pc(OBu)8 mit Rubren in DMF (siehe Abbildung)
- Palladium(II)mesoporphyrin mit 9,10-Diphenylanthracen (DPA) in Dimethylformamid (DMF)/Dimethylsulfoxid
- Platintetraphenylporphyrin mit DPA in 1,3.2,4-Bis(3,4-Dimethylbenzyl)sorbitol
- Platinoctaethylporphrin (PtOEP) mit DPA in N,N′-Bis(octadecyl)-L-Boc-Glutamindiimid

## Wellenlängen des Anregungslichtes des Lasers
445 nm, 532 nm, 635 nm, 730 nm.

## Elektronentransfermechanismus

Triplett-Triplett-Annihilation bei Photonen-Hochkonversion

Mechanistisch betrachtet erfolgt eine Triplett-Triplett-Annihilierung der Energiezustände:
Das Donormolekül absorbiert im Grundzustand So energiearme Photonen, gelangt so in den Singulettzustand S1, rutscht durch Intersystem Crossing (ISC) zum T1-Energiezustand, danach kommt es zur Triplett-Triplett-Energieübertragung vom Donor zum Akzeptor. Treffen dabei zwei Akzeptormoleküle aufeinander, so kommt es zur sogenannten Triplett-Triplett-Annihilierung (TTA) und es tritt eine Fluoreszenz ein.

## Anwendung
Eine mögliche Anwendung für Photovoltaikanlagen ist denkbar. Auch im Bereich der medizinischen Bildgebungsverfahren könnten sie Verwendung finden.
Man kann die Methode auch zum chemischen Abbau von Chlor-Kohlenwasserstoffen verwenden. Es lassen sich beispielsweise Arylhalogenide auf diese Weise photochemisch reduzieren.